# Cucina lodigiana
La cucina lodigiana, pur essendo originaria di un territorio molto vicino a Milano, presenta peculiarità proprie ben definite.
È prevalentemente caratterizzata dalla produzione casearia: numerose ricette tipiche si basano sull'impiego dei formaggi locali e soprattutto del burro. Frittate, zuppe, risotti e insaccati di maiale rappresentano le altre specialità della gastronomia lodigiana; esistono anche numerosi dolci tradizionali.

## Piatti tipici

### Antipasti

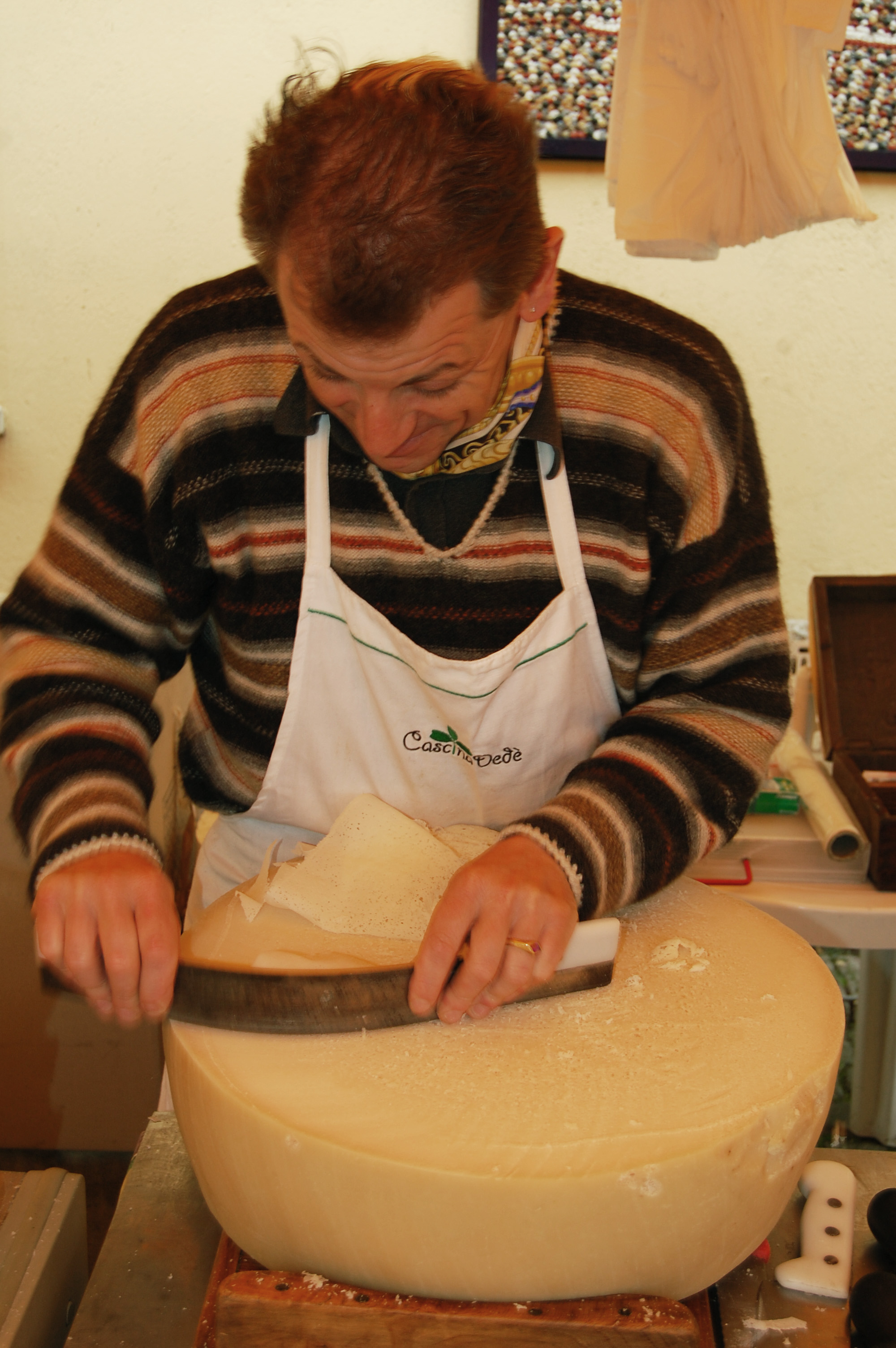
La preparazione della raspadüra

Raspadüra
È un modo di servire il formaggio grana presentandolo come sottilissime sfoglie, raschiate con un particolare coltello da una forma di Tipico Lodigiano oppure di Grana Padano giovane, stagionato dai quattro ai sei mesi. La raspadüra viene solitamente servita come antipasto, spesso accompagnata da salumi, noci o funghi, ma può anche essere utilizzata per guarnire primi piatti come il risotto o la polenta. Nacque come cibo povero: in passato era ricavata da forme di grana imperfette, mentre oggi sono impiegate forme d'alta qualità, stagionate per essere tagliate senza sfaldarsi.
Pes en carpiòn
Antipasto primaverile a base di piccoli pesci d'acqua dolce (tipicamente ghiozzi, cobite e lamprede), fritti e successivamente macerati in acqua e aceto con l'aggiunta di cipolla, aglio e prezzemolo.
Turtìn
È un antipasto tipicamente autunnale, preparato col sangue fresco di oca, anatra o tacchina, che viene battuto per impedirne la coagulazione e mescolato con burro, panna e latte. L'impasto – a cui vengono aggiunti successivamente formaggio grana, pane e amaretti grattugiati, oltre a sale, pepe e noce moscata – viene cotto con sugna di maiale e servito caldo.

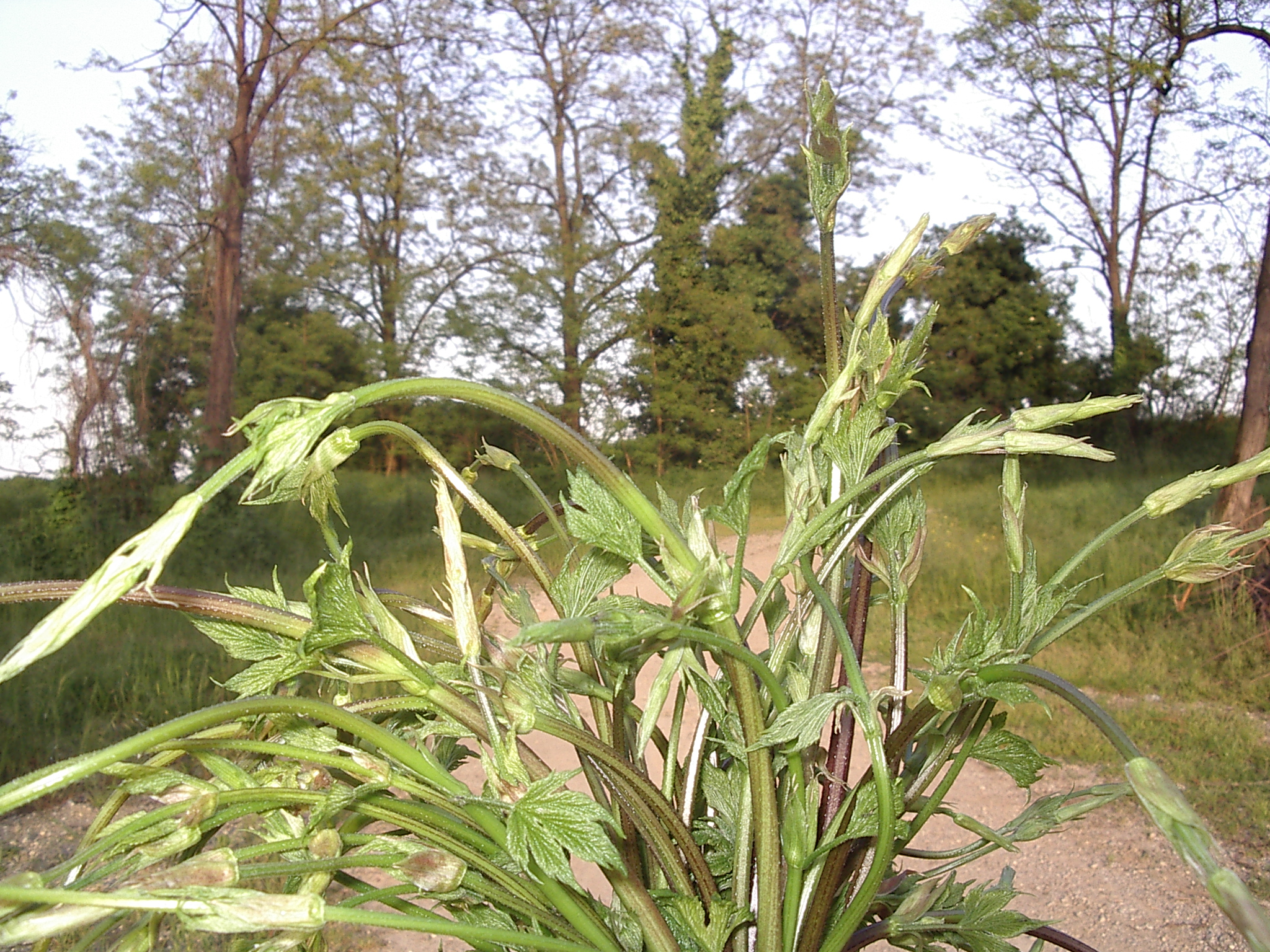
Mazzetto di "urtìš" (cime di luppolo selvatico)

Fritada cun le urtìš
Frittata sottile preparata con le cime del luppolo selvatico ("urtìš" in dialetto lodigiano) che cresce tra aprile e maggio. Da servire fredda come antipasto.
Fritada en carpiòn
Si tratta di un tipico antipasto estivo: è una frittata a base di carne di vitello e verdure lessate, da servirsi fredda con un "carpione" di cipolle fritte e macerate in acqua e aceto.
Fritada rugnùša
È una semplice frittata arricchita con salamella tritata; viene solitamente consumata calda, accompagnata da un contorno di cicoria e cipolle novelle.
Fritadine
Piatto caldo di frittate guarnite con raspadüra, burro e Granone Lodigiano (grattugiato a grana grossa) gratinato.
Ciudìn sut'oli
Antipasto a base di funghi chiodini e prataioli, bolliti nell'aceto e conditi con sale, pepe, cannella, aglio, foglie di alloro, chiodi di garofano e olio d'oliva.

### Primi piatti
Rišòt rugnùš
È un risotto a base di salsa di pomodoro e salamella tritata, mantecato con burro e formaggio. Si tratta di uno dei piatti più caratteristici della gastronomia lodigiana.
Minestròn
Si tratta del tipico stufato di verdure (cipolle, fagioli, carote, patate, zucchine, sedano, pomodori), insaporito con l'aggiunta di alloro, basilico, prezzemolo e rosmarino. Viene cotto con burro e pancetta.
Minestra maridàda
Minestra preparata con riso, uova, lardo e foglie di bietola, da consumare calda.
Riš e lat
È un piatto povero della tradizione contadina a base di riso cotto con latte e burro.
Rišòt cun verše e fasöi
Risotto mantecato con burro e formaggio, insaporito con l'aggiunta di verza finemente tritata e fagioli borlotti.
Riš e landri
Minestra a base di riso bollito, lardo, formaggio grana, burro e foglie di navone selvatico ("landri" in dialetto lodigiano) tagliate finemente. È possibile aggiungere una cotenna di prosciutto crudo.
Pasta al mascarpòn
Maltagliati conditi con un impasto di mascarpone e tuorlo d'uovo, insaporito con l'aggiunta di sale, noce moscata e Granone Lodigiano grattugiato.

### Secondi piatti

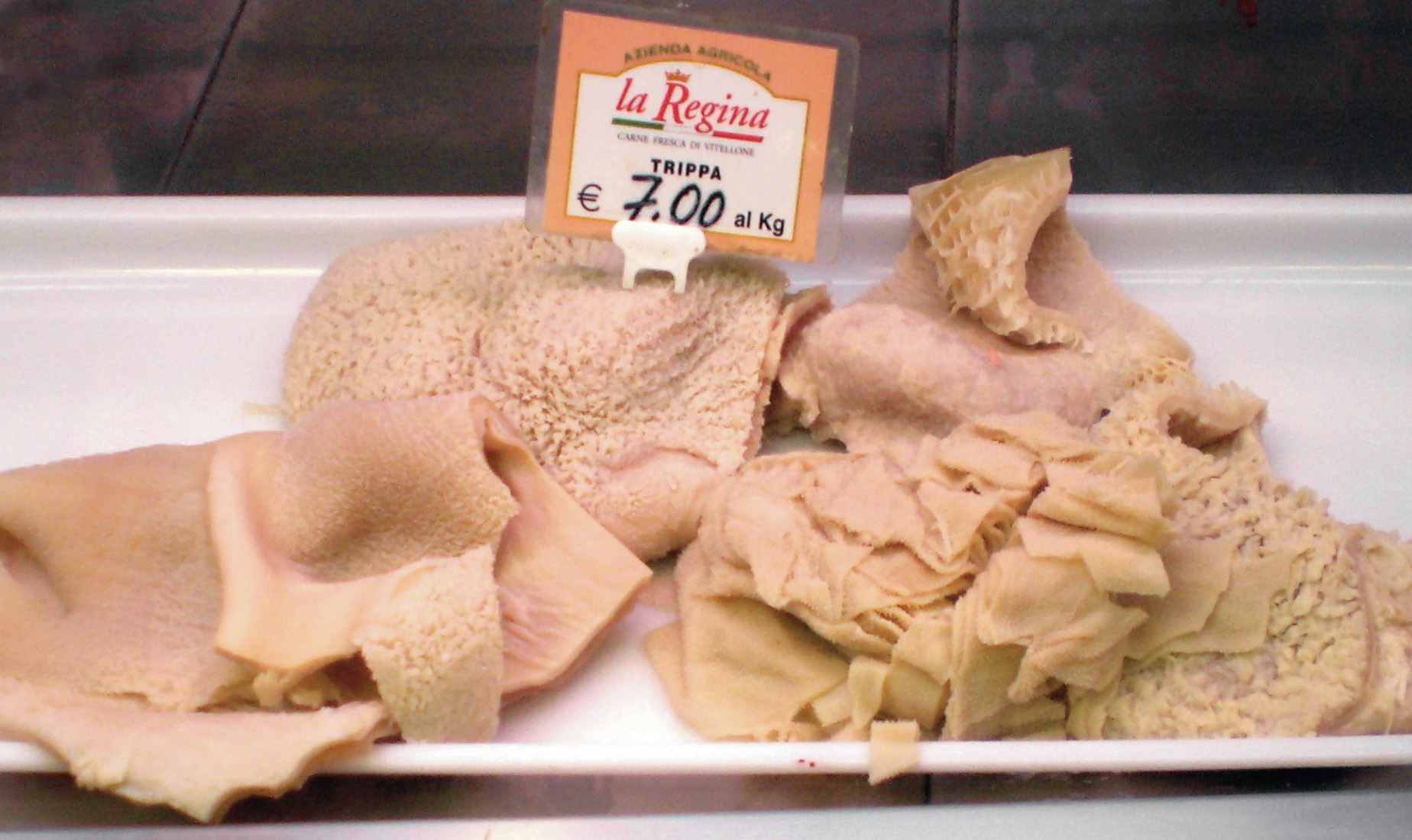
I principali ingredienti della "büšèca"

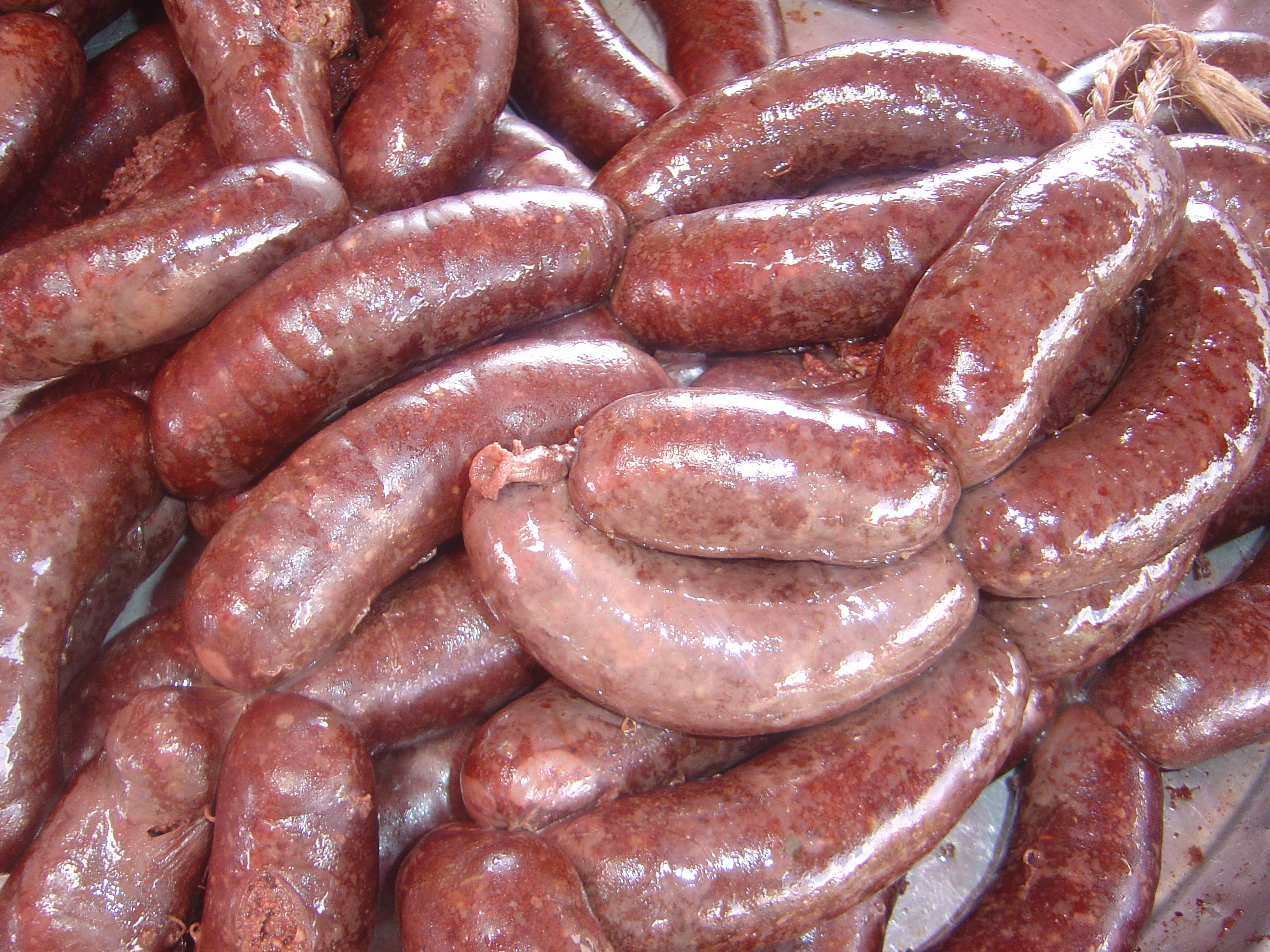
Salamelle fresche

Büšèca
Si tratta della trippa cucinata alla lombarda con pancetta, verdure (carote, sedano e cipolle), fagioli, burro e brodo di sola carne. Per tradizione viene consumata in occasione della festa patronale di san Bassiano (19 gennaio).
Pulpéte ligàde
Involtini di lonza di maiale ripieni di formaggio grana e pane grattugiati, da servirsi caldi con un poco di polenta.
Rane en ümid
Rane arrostite ed accompagnate da un intingolo a base di pomodoro, aglio e prezzemolo.
Dunél en ümid
Piatto a base di carne di coniglio ("dunél" in dialetto lodigiano), cotta con burro, olio d'oliva, cipolle, carote, sedano e pomodori. Da servirsi con la polenta.
Pulenta pastisàda
Polenta tradizionale di farina di semola, accompagnata da un sugo a base di burro, olio d'oliva, cipolla, pomodoro e carne tritata (vitellone, pollo oppure maiale). Dopo la cottura, il piatto viene guarnito con fiocchi di burro e raspadüra.
Veršin en criculòn
Foglie di verza cotte con burro e salsa di pomodoro, da servirsi con formaggio grana grattugiato e salumi lessati.
Fungi e salsìsa
È un semplice piatto caldo a base di funghi "chiodini" (Armillaria Mellea) e pezzi di salamella cotti nel burro; il tutto viene infine condito con aglio, prezzemolo e formaggio grana grattugiato.
Süpa di morti
Si tratta di una minestra tipica del giorno in cui la religione cattolica celebra la commemorazione dei defunti (2 novembre). È preparata con costine di maiale, cotenne, burro, olio d'oliva, fagioli, formaggio grana e verdure (carote, cipolle e sedano).
Faraùna al mascarpòn
Faraona ripiena di mascarpone da cuocere con latte, burro, olio d'oliva e verdure.

### Dolci
Tortionata
Nota anche con il nome di "turta de Lòd", è un dolce friabile a base di mandorle e burro. Vanta antiche origini: probabilmente esiste dal tardo medioevo, anche se acquistò maggiore diffusione solo agli inizi dell'Ottocento.
Meìn
Dolci tradizionali del mese di novembre a base di burro e farina, si mangiano sbriciolati nel latte o nella panna.

## Formaggi tipici

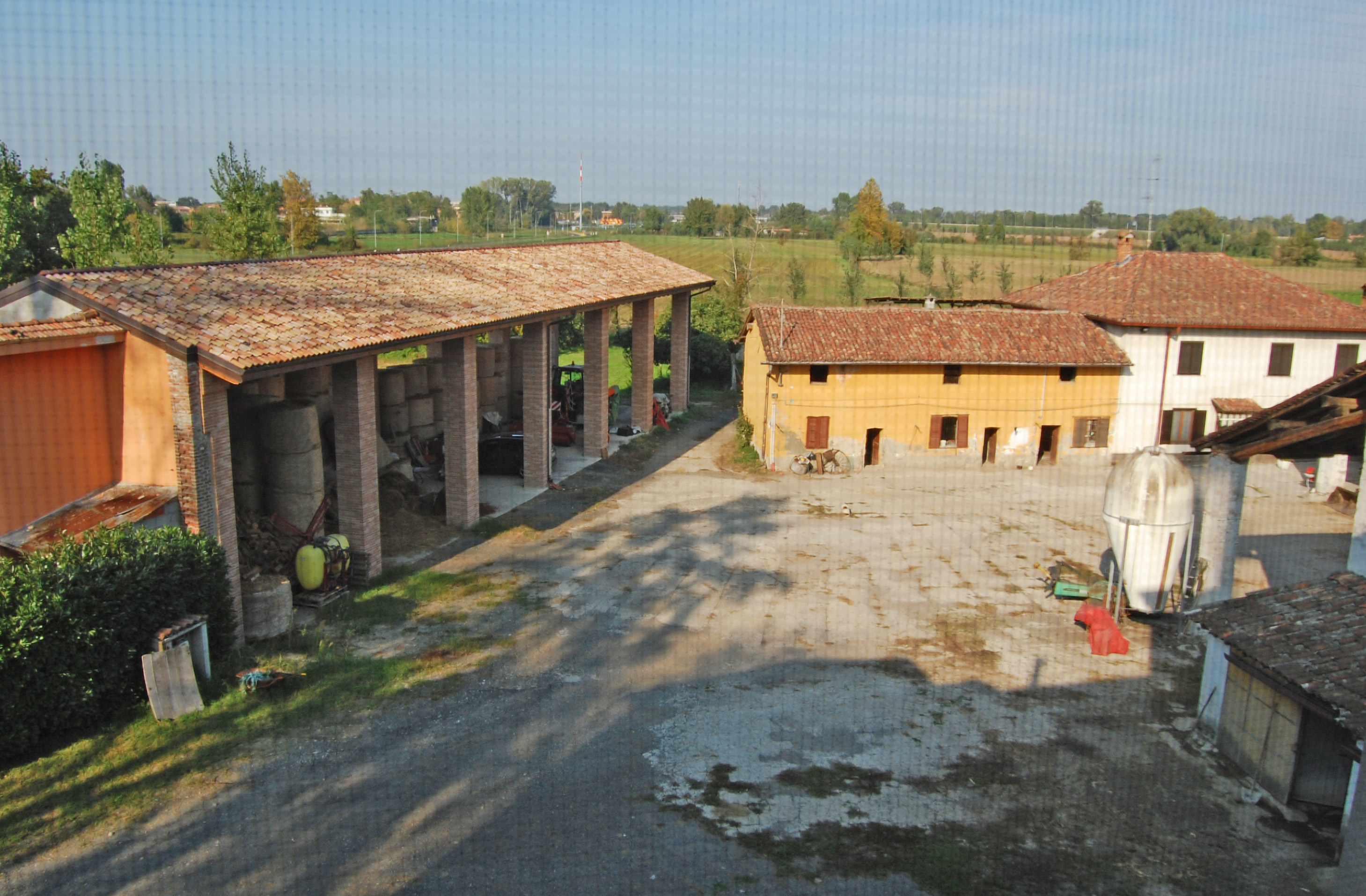
Una cascina a corte situata alle porte di Lodi

Il più rinomato tra i formaggi locali è il Grana Padano DOP; viene prodotta parallelamente un'altra versione di formaggio grana chiamata Tipico Lodigiano, che deriva dalla tradizionale produzione del Granone Lodigiano, ormai scomparso: questo antico formaggio è considerato il "capostipite" di tutti i formaggi grana. Le sue caratteristiche erano particolari: era di colore giallo, in quanto veniva aggiunto lo zafferano alla pasta; inoltre, non venendo pressato, durante la stagionatura il siero contenuto formava la caratteristica goccia o  "lacrima".
Le forme di lodigiano o di grana giovani vengono tagliate a metà e raschiate con un apposito attrezzo: mediante questa tecnica si ottengono delle sfoglie sottilissime, note come raspadüra. Altri formaggi tipicamente lodigiani sono il mascarpone PAT e il pannerone PAT, entrambi preparati con la panna.